# Парашара

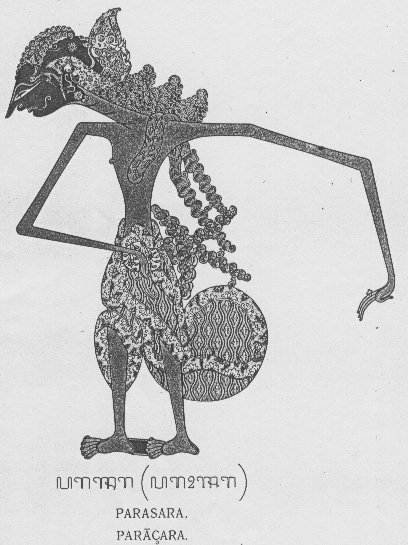
Парашара в яванской ваянге.

Пара́шара (санскр. पराशर, IAST: Parāśara «Разрушитель») — ведийский мудрец, который считается автором нескольких гимнов «Ригведы». Парашара получил «Вишну-пурану» от Пуластьи и составил законники «Дхарма-шастры». От его союза с Сатьявати родился Вьяса, которому приписывается «разделение» Вед и авторство «Махабхараты». Парашара также считается автором базового трактата по индийской астрологии — «Брихат-парашара-хора-шастры». Согласно «Махабхарате», Парашара был сыном мудреца Шактри от его супруги Адришьянти и внуком одного из семи великих мудрецов Васиштхи. Парашара был прадедом Пандавов и Кауравов — обеих воюющих сторон в «Махабхарате».
Однажды, путешествуя, отец Парашары Шактри встретил обозлённого ракшасу, который когда-то был царём но был превращён в демона-людоеда в результате проклятия Вишвамитры. Демон напал на Шакти и съел его. Парашара был тогда ещё ребёнком и его воспитанием занялся Васиштха. Описывается, что разгневанный Парашара, желая отомстить за смерть своего отца, совершил жертвоприношение с целью уничтожить всех ракшасов на земле. В результате, множество ракшасов погибло, но перед тем, как яджна подошла к концу, она была остановлена дедом Парашары Васиштхой. Он утихомирил Парашару, призвав его не гневаться на ракшасов, так как смерть Шакти не была их виной, а была предопределена судьбой.
Местом рождения Парашары в индуизме принято считать форт Панхала в округе Колхапур в Махараштре, где находится пещера Парашары.